# Rhipidoglossum
Rhipidoglossum är ett släkte av orkidéer. Rhipidoglossum ingår i familjen orkidéer.

## Dottertaxa tillRhipidoglossum, i alfabetisk ordning[1]
- Rhipidoglossum adoxum
- Rhipidoglossum bilobatum
- Rhipidoglossum brevifolium
- Rhipidoglossum candidum
- Rhipidoglossum cuneatum
- Rhipidoglossum curvatum
- Rhipidoglossum densiflorum
- Rhipidoglossum globulosocalcaratum
- Rhipidoglossum kamerunense
- Rhipidoglossum laticalcar
- Rhipidoglossum laxiflorum
- Rhipidoglossum longicalcar
- Rhipidoglossum magnicalcar
- Rhipidoglossum melianthum
- Rhipidoglossum microphyllum
- Rhipidoglossum mildbraedii
- Rhipidoglossum montanum
- Rhipidoglossum obanense
- Rhipidoglossum ochyrae
- Rhipidoglossum orientalis
- Rhipidoglossum ovale
- Rhipidoglossum oxycentron
- Rhipidoglossum paucifolium
- Rhipidoglossum polyanthum
- Rhipidoglossum polydactylum
- Rhipidoglossum pulchellum
- Rhipidoglossum rutilum
- Rhipidoglossum schimperianum
- Rhipidoglossum stellatum
- Rhipidoglossum stolzii
- Rhipidoglossum subsimplex
- Rhipidoglossum tanneri
- Rhipidoglossum tenuicalcar
- Rhipidoglossum ugandense
- Rhipidoglossum xanthopollinium

## Bildgalleri

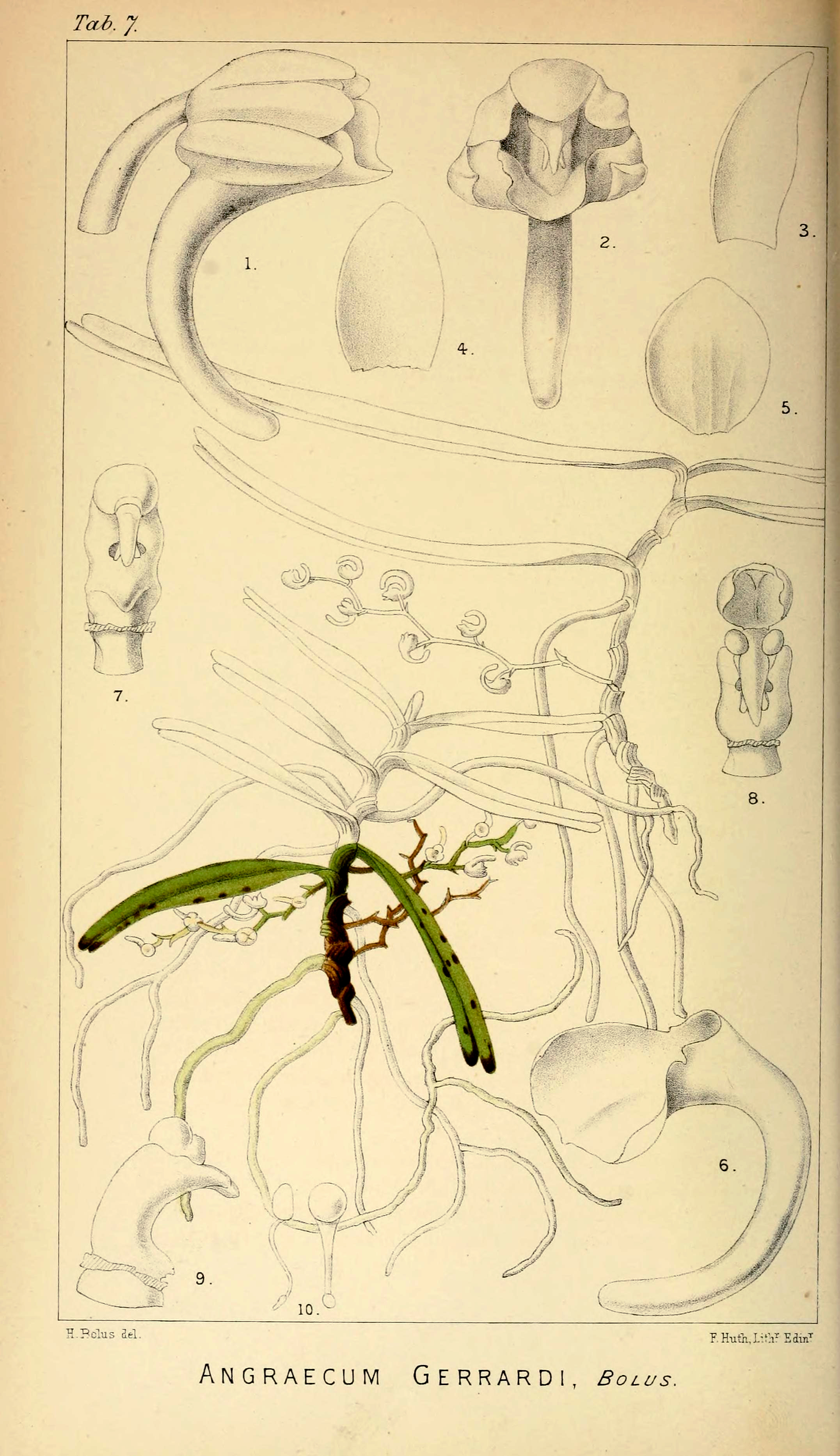